# Provincia de Djelfa
La provincia de Djelfa o Yelfa (en árabe: ولاية الجلفة) es una provincia o wilaya de Argelia, con una superficie de 32 256,35 km². Su capital tiene el mismo nombre: Djelfa.

## Municipios con población de abril de 2008
- Aïn Chouhada 4,549
- Aïn El Ibel 28,406
- Aïn Feka 23,404
- Aïn Maabed 19,997
- Aïn Oussara 101,239
- Amourah 7,744
- Benhar 17,207
- Beni Yagoub 9,940
- Birine 30,913
- Bouira Lahdab 10,993
- Charef 24,028
- Dar Chioukh 30,372
- Deldoul 11,230
- Djelfa 289,226
- Douis 9,344
- El Guedid 12,833
- El Idrissia 32,900
- El Khemis 5,405
- Faidh El Botma 32,501
- Guernini 4,594
- Guettara 9,926
- Had-Sahary 30,451
- Hassi Bahbah 86,421
- Hassi El Euch 11,692
- Hassi Fedoul 13,171
- Messaad 102,453
- M'Liliha 14,242
- Moudjebara 14,052
- Oum Laadham 23,051
- Sed Rahal 13,693
- Selmana 19,471
- Sidi Baizid 7,933
- Sidi Ladjel 13,661
- Tadmit 10,359
- Zaafrane 12,972
- Zaccar 1,809

## División administrativa
Fue establecida por la reorganización administrativa de 1974, y está compuesta por 36 comunas (baladiyya) y 12 dairas, con un total de más de 800.000 habitantes.